# Grenada
Grenada [greˈnaːda] ist ein Inselstaat und der Name einer hierzu gehörigen Insel der Kleinen Antillen, die geographisch zu den Inseln über dem Winde in der Karibischen See gehört. Der Inselstaat ist Mitglied des Commonwealth of Nations.

## Geographie
Die Insel liegt zwischen dem Karibischen Meer und dem Atlantischen Ozean, etwa 200 Kilometer nordöstlich der Küste Venezuelas und 100 Kilometer südsüdwestlich der Insel St. Vincent.
Der Staat besteht aus der Insel Grenada sowie den südlichen Inseln der Grenadinen, eines Teilarchipels der Kleinen Antillen. Zu Grenada gehören Carriacou, Petite Martinique, Ronde Island, Caille Island, Diamond Island, Large Island, Saline Island, Les Tantes und Frigate Island. Die weiter nördlich liegenden Inseln der Grenadinen gehören zum Nachbarstaat St. Vincent und die Grenadinen. Der Großteil der Bevölkerung lebt auf der Hauptinsel Grenada, wo auch die Hauptstadt St. George’s sowie die Städte Grenville und Gouyave liegen. Die größte Siedlung auf den kleineren Inseln ist Hillsborough auf Carriacou.
Die Inseln sind vulkanischen Ursprungs und weisen fruchtbare Böden auf. Westlich von Ronde Island und etwa acht Kilometer nördlich der Hauptinsel Grenada liegt in ca. 180 Metern Meerestiefe der einzige zurzeit aktive submarine Vulkan dieser Region, der Kick-’em-Jenny. Das Innere der Insel Grenada ist sehr bergig. Der höchste Punkt ist der Mount Saint Catherine mit einer Höhe von 840 Metern über dem Meeresspiegel. In den Bergen entspringen zahlreiche kleine Flüsse, die mehrere Wasserfälle wie die Annendale Falls oder die Concord Falls bilden. Die Kraterseen Lake Antoine und Grand Etang Lake sind Relikte der jüngsten Phase vulkanischer Aktivität auf der Insel Grenada. Das Klima ist tropisch: heiß und feucht in der Regenzeit und etwas kühler in der Trockenzeit. Grenada liegt am südlichen Rand des Hurrikangürtels und wurde in den letzten 50 Jahren von drei Hurrikanen getroffen, davon seit dem Jahr 2004 von zweien.

## Bevölkerung

### Demografie
Laut Schätzung der Weltbank soll Grenada im Jahr 2022 eine Bevölkerung von 125.000 Einwohnern gehabt haben. Die nationale Statistikbehörde Grenadas (Central Statistics Office) hingegen schätzt die Bevölkerung auf lediglich 112.579 Einwohner für das Jahr 2019. Das jährliche Bevölkerungswachstum betrug laut Weltbank + 0,7 %. Zum Bevölkerungswachstum trug ein Geburtenüberschuss (Geburtenziffer: 15,6 pro 1000 Einwohner vs. Sterbeziffer: 7,9 pro 1000 Einwohner) bei. Die Anzahl der Geburten pro Frau lag 2022 statistisch bei 2,0, die der Region Lateinamerika und die Karibik betrug 1,8. Der Median des Alters der Bevölkerung lag im Jahr 2021 bei 30,8 Jahren. Im Jahr 2023 waren 23,8 Prozent der Bevölkerung unter 15 Jahre, während der Anteil der über 64-Jährigen 10,3 Prozent der Bevölkerung betrug (alle hier genannten Daten basieren auf Schätzungen der Weltbank).
| Jahr a)                                    | Einwohnerzahl | Jahr a) | Einwohnerzahl |
| ------------------------------------------ | ------------- | ------- | ------------- |
| 1871                                       | 37.684        | 1960    | 88.677        |
| 1881                                       | 42.403        | 1970    | 92.775        |
| 1891                                       | 53.209        | 1981    | 89.088        |
| 1901                                       | 63.438        | 1991    | 85.123        |
| 1911                                       | 66.750        | 2001    | 103.137       |
| 1921                                       | 66.302        | 2011    | 106.669       |
| 1946                                       | 72.387        | 2019    | 112.579       |
| a) 1871–2011: Zensusdaten; 2019: Schätzung |               |         |               |

Grenada ist heute wie viele andere karibische Inseln ein Auswanderungsland mit einer großen Zahl junger Menschen, die das Land verlassen. Bevorzugte Auswanderungsziele sind wohlhabendere Inseln in der Karibik, zum Beispiel Barbados oder Trinidad und Tobago, sowie Industrieländer wie die USA, Großbritannien und Kanada.

### Bevölkerungsstruktur
Die Einwohner Grenadas stammen zu über 95 Prozent von Afrikanern ab, die von den europäischen Kolonialisten zur Sklavenarbeit auf die Insel verschleppt wurden. Wenige der ursprünglich ansässigen Kariben haben die Eroberung der Insel durch die Franzosen im 17. Jahrhundert überlebt. Etwa drei Prozent der Grenader haben überwiegend indische Vorfahren, die im 19. Jahrhundert als Indenturarbeiter aus dem Gebiet der heutigen indischen Bundesstaaten Bihar und Uttar Pradesh nach Grenada gebracht worden sind. Daneben gibt es noch eine kleine Minderheit europäischer Herkunft, hauptsächlich französischer und britischer Abstammung.

### Sprache
Die Amtssprache ist Englisch. Daneben sind Kreolsprachen im Gebrauch. Das englischbasierte Grenada-Kreolisch wird von fast der gesamten Bevölkerung verstanden und gilt daher als lingua franca. Das auf das Französische zurückgehende Antillen-Kreolisch (Patois genannt) wird nur noch von wenigen älteren Leuten in abgelegenen ländlichen Siedlungen gesprochen (Stand 1998). Grenader indischer Herkunft verwenden noch einzelne Wörter aus dem Hindi und anderen indischen Sprachen.

### Religion
Etwa 64 Prozent der Einwohner sind katholisch und 22 Prozent Anglikaner. Die größte protestantische Gemeinschaft bilden die Adventisten mit 6 Prozent. 5 Prozent gehören zu verschiedenen Pfingstkirchen, 2 Prozent sind Methodisten und circa 0,5 bis 1 Prozent gehören zu den Baptisten.
Weitere Religionsgemeinschaften mit christlichen Wurzeln sind die Zeugen Jehovas mit knapp einem Prozent der Gesamtbevölkerung und die synkretistischen Spiritual Baptists. Sie zählen ungefähr 300 Mitglieder und haben ihre Wurzeln in Trinidad und Tobago.

## Geschichte

### Kolonialzeit
Grenada wurde 1498 von Kolumbus entdeckt, er nannte die Insel „Concepción“. Der Ursprung des Namens „Grenada“ ist unbekannt. Es wird angenommen, dass die Insel später von spanischen Seefahrern nach der Stadt Granada umbenannt wurde.
Die Spanier besiedelten die Insel, welche von kriegerischen Kariben besiedelt war, jedoch nicht. Später versuchten die Engländer vergeblich, die Insel zu besiedeln, mussten sich aber 1609 zurückziehen. Seit 1649 verkauften einheimische Häuptlinge Land an französische Händler. Die Franzosen unterwarfen die Insel bald militärisch, dabei wurde die karibische Bevölkerung praktisch vollständig ausgerottet. Die Franzosen nannten die neue Kolonie „La Grenade“ (später von den Briten „Grenada“ genannt) und gründeten 1650 die Haupt- und Hafenstadt Fort Royal, das spätere St. George’s, die sich bald zum wichtigsten französischen Flottenstützpunkt in der Karibik entwickelte. Auf der Insel wurden Plantagen angelegt, die vor allem unter Einsatz afrikanischer Sklaven bewirtschaftet wurden.

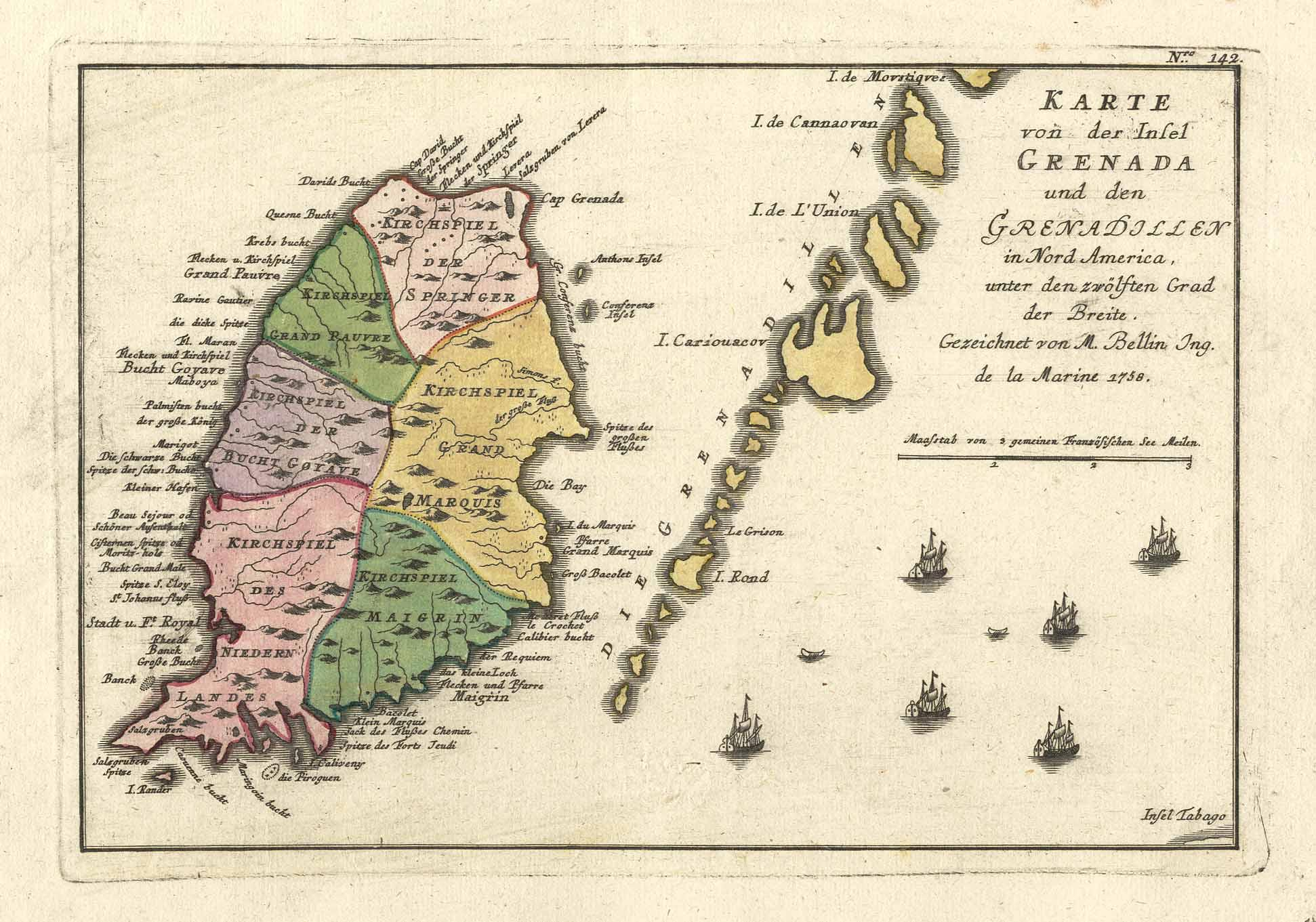
Grenada 1758

Die Insel blieb bis zu ihrer Eroberung durch die Briten im Siebenjährigen Krieg 1762 unter französischer Kontrolle. Grenada wurde zwar im Pariser Frieden 1763 an das Königreich Großbritannien abgetreten, die Franzosen gaben aber ihren früheren Besitz noch nicht verloren. Während des Amerikanischen Unabhängigkeitskrieges wurde die Insel 1779 von den Franzosen erneut zurückerobert, jedoch im Frieden von Paris (1783) an Großbritannien zurückgegeben. Auch wenn die Briten noch im Jahr 1795 einen pro-französischen Aufstand niederschlagen mussten, gehörte Grenada seit diesem Zeitpunkt endgültig zum Britischen Weltreich. Grenada wurde als Teil der British Windward Islands verwaltet und erhielt 1877 den Status einer Kronkolonie. Am 1. Februar 1881 trat die Kolonie dem Weltpostverein bei.

### 20. Jahrhundert: Unabhängigkeit und Revolution

Flagge Grenadas von 1903 bis 1967

Flagge Grenadas von 1967 bis 1974

Unter der britischen Verwaltung wurde am 1. August 1951 das aktive und passive Frauenwahlrecht eingeführt.
Von 1958 bis 1962 war die Insel Teil der Westindischen Föderation. 1974 wurde Grenada unter Premierminister Eric Gairy, der gute Beziehungen zu den USA und Großbritannien unterhielt, unabhängig. Das Frauenwahlrecht wurde bei der Unabhängigkeit bestätigt. Gairy regierte zunehmend diktatorisch und unterhielt zur Unterdrückung von Gegenbewegungen eine Geheimpolizei. Gairys Regierung wurde 1979 in einer unblutigen Revolution von der linken Bewegung New Jewel Movement (NJM) unter Maurice Bishop abgesetzt. Bishop wollte für Grenada Blockfreiheit und gute Beziehungen zu den USA ebenso wie zur Sowjetunion und zu Kuba. Die Beziehungen zu den USA verschlechterten sich jedoch nach 1981, als Ronald Reagan Präsident der Vereinigten Staaten geworden war, rapide, und es wurde unter anderem ein Boykott von der US-Regierung gegen Grenada verhängt. Soziale Reformen (u. a. kostenlose Gesundheitsversorgung, Bau neuer Schulen) sicherten Maurice Bishop eine hohe Beliebtheit in der Bevölkerung. Unter seiner Regierung begann ein Konsortium unter Führung einer britischen Firma mit dem Bau des Flughafens Point Salines. Dieser sollte den Tourismus beleben. Die Menschenrechtssituation verbesserte sich, allerdings wurden wie schon unter Gairy keine freien Wahlen abgehalten. In einem Staatsstreich wurde Bishop 1983 von innerparteilichen Konkurrenten um seinen Vize-Premierminister Bernard Coard abgesetzt und später vom Militär ermordet.

### US-Invasion 1983

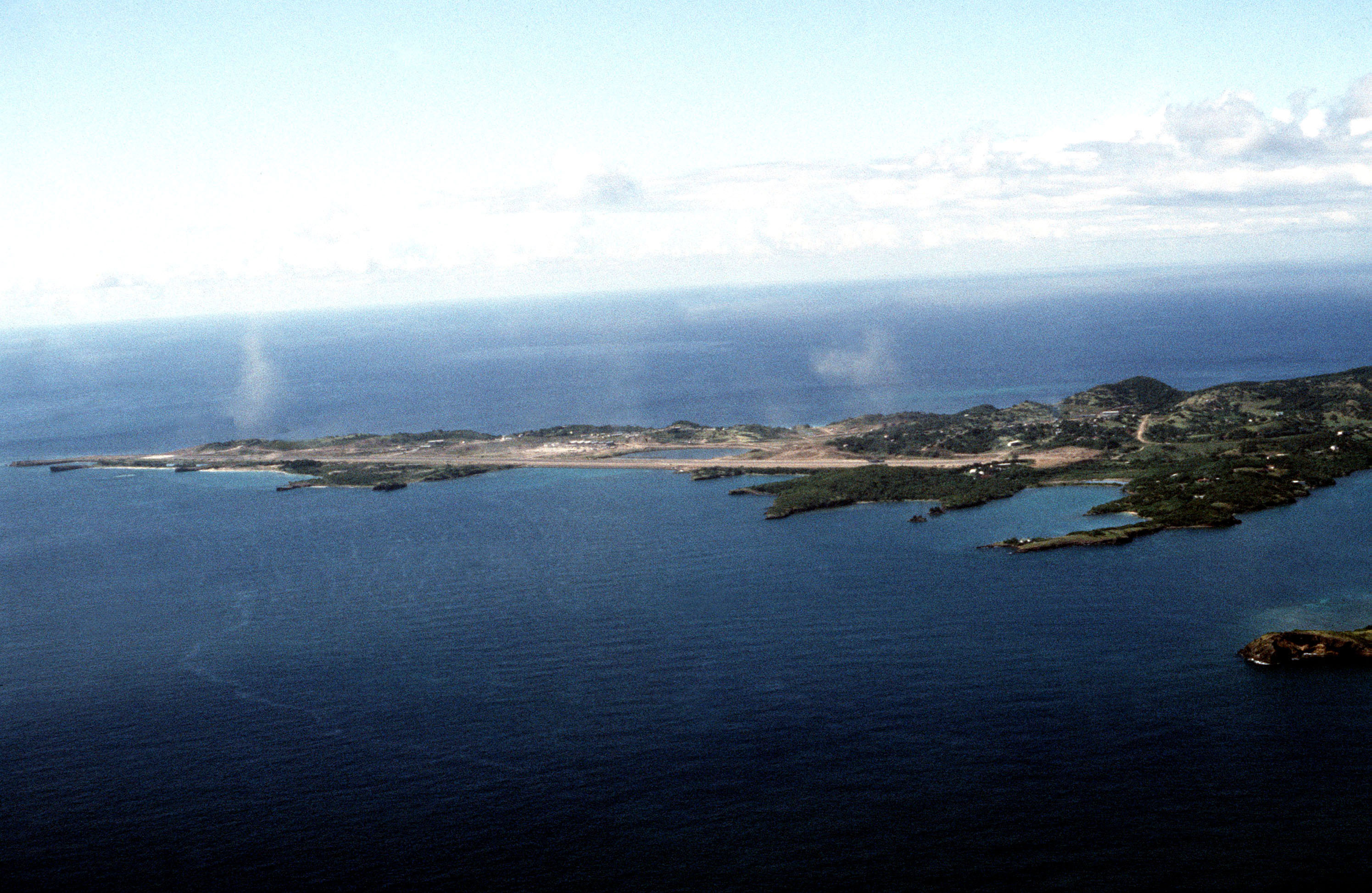
Der umstrittene Flughafen Point Salines im Dezember 1983

Nach dem Staatsstreich gegen Bishop baten der Generalgouverneur von Grenada Paul Scoon – als Vertreter von Königin Elisabeth II. die Funktion des Staatsoberhauptes von Grenada ausführend – und die Organisation Ostkaribischer Staaten die USA um eine Intervention. Scoon stellte sich damit als Vertreter der britischen Krone gegen die britische Regierung unter Margaret Thatcher, die eine Intervention ablehnte.
Am 25. Oktober 1983 starteten die USA unter Berufung auf die Bitte Scoons mit der Organisation Ostkaribischer Staaten eine Invasion (Operation Urgent Fury), in deren Folge die Regierung der NJM gestürzt wurde. Die völkerrechtliche Legitimität der Intervention war stark umstritten; der Einsatz wurde unter anderem von den US-Verbündeten Großbritannien und Kanada sowie von der UN-Vollversammlung kritisiert. Die Operation wurde zunächst auch damit begründet, die Sicherheit US-amerikanischer Staatsbürger auf Grenada zu garantieren. Wahrscheinlicher ist, dass die US-Regierung eine starke Anlehnung von Grenada an Kuba und Nicaragua befürchtete. Nachdem einige Anhänger Coards festgenommen und später zu langjährigen Haftstrafen verurteilt worden waren, erfolgten 1984 Wahlen, die seitdem regelmäßig stattfinden und als frei gelten.

### Grenada im 21. Jahrhundert
In den Jahren 2000 bis 2002 versuchte eine Wahrheitsfindungs- und Versöhnungskommission, die auch international Beachtung fand, die Geschehnisse der Jahre 1979 bis 1984 aufzuarbeiten.
Anfang September 2004 wurde Grenada vom Hurrikan Ivan schwer in Mitleidenschaft gezogen. 95 % der Häuser der Hauptstadt St. George’s wurden zerstört oder beschädigt. Die für die Landwirtschaft wichtigen Plantagen der Insel wurden verwüstet. Der Verlust von mehr als 35 Menschenleben war zu beklagen. Die Trinkwasser- und Stromversorgung brach zusammen.
Im Juli 2005 wurde Grenada erneut von einem Hurrikan – Hurrikan Emily – heimgesucht. Der Sturm forderte auf Grenada mindestens ein Todesopfer. Erneut wurden einige Gebäude und die Infrastruktur beschädigt. Am schlimmsten wurde die exportorientierte Landwirtschaft getroffen, da Emily zahlreiche Muskatnussbäume zerstörte.

## Politik

### Politisches System
Grenada ist Mitglied des Commonwealth of Nations, der CARICOM, der OECS, der AOSIS, der OAS und der CELAC und gehört zu den Trägern der Universität der Westindischen Inseln.
Grenada ist als Commonwealth Realm eine Monarchie unter der britischen Krone, daher ist der britische König Charles III. auch König von Grenada und dessen Staatsoberhaupt. Die britische Krone wird von einem Generalgouverneur repräsentiert (seit Mai 2013: Dame Cécile Ellen Fleurette La Grenade). Die tatsächliche Exekutivgewalt liegt in den Händen des grenadischen Regierungschefs, des Premierministers. Dieser wird formal vom Generalgouverneur ernannt. Wie in parlamentarischen Demokratien üblich, wird der Regierungschef aber auf der Grundlage der politischen Kräfteverhältnisse bei den Parlamentswahlen bestimmt. Gewöhnlich wird der Premierminister von der stärksten Partei im Parlament gestellt.
Das Parlament besteht aus einem Senat (dreizehn Mitglieder) und einem Repräsentantenhaus (fünfzehn Mitglieder). Die Senatoren werden von der Regierung und der Opposition ernannt, während die Repräsentanten von der Bevölkerung in fünfjährigen Legislaturperioden gewählt werden. Die New National Party (NNP) gewann bei den Wahlen am 13. März 2018 (wie bereits in der vorhergehenden Legislaturperiode) alle 15 Sitze. Bei den vorgezogenen Neuwahlen im Juni 2022 erreichte jedoch der National Democratic Congress (NDC) eine Mehrheit von 9 Sitzen. Seit dem 24. Juni 2022 ist Dickon Mitchell der amtierende Premierminister.
Grenada hat seit der US-Invasion 1983 kein stehendes Heer, die Verteidigung ist Aufgabe der USA.

### Politische Indizes
| Name des Index                     | Indexwert    | Weltweiter Rang | Interpretationshilfe | Jahr |
| ---------------------------------- | ------------ | --------------- | --- | ---- |
| Fragile States Index               | 51,9 von 120 | 127 von 179     | Stabilität des Landes: stabil 0 = sehr nachhaltig / 120 = sehr alarmierend Rang: 1 = fragilstes Land / 179 = stabilstes Land | 2024 |
| Freedom in the World Index         | 89 von 100   | —               | Freiheitsstatus: frei 0 = unfrei / 100 = frei                                                                                | 2024 |
| Korruptionswahrnehmungsindex (CPI) | 56 von 100   | 46 von 180      | 0 = sehr korrupt / 100 = sehr sauber                                                                                         | 2024 |

### Verwaltungsgliederung

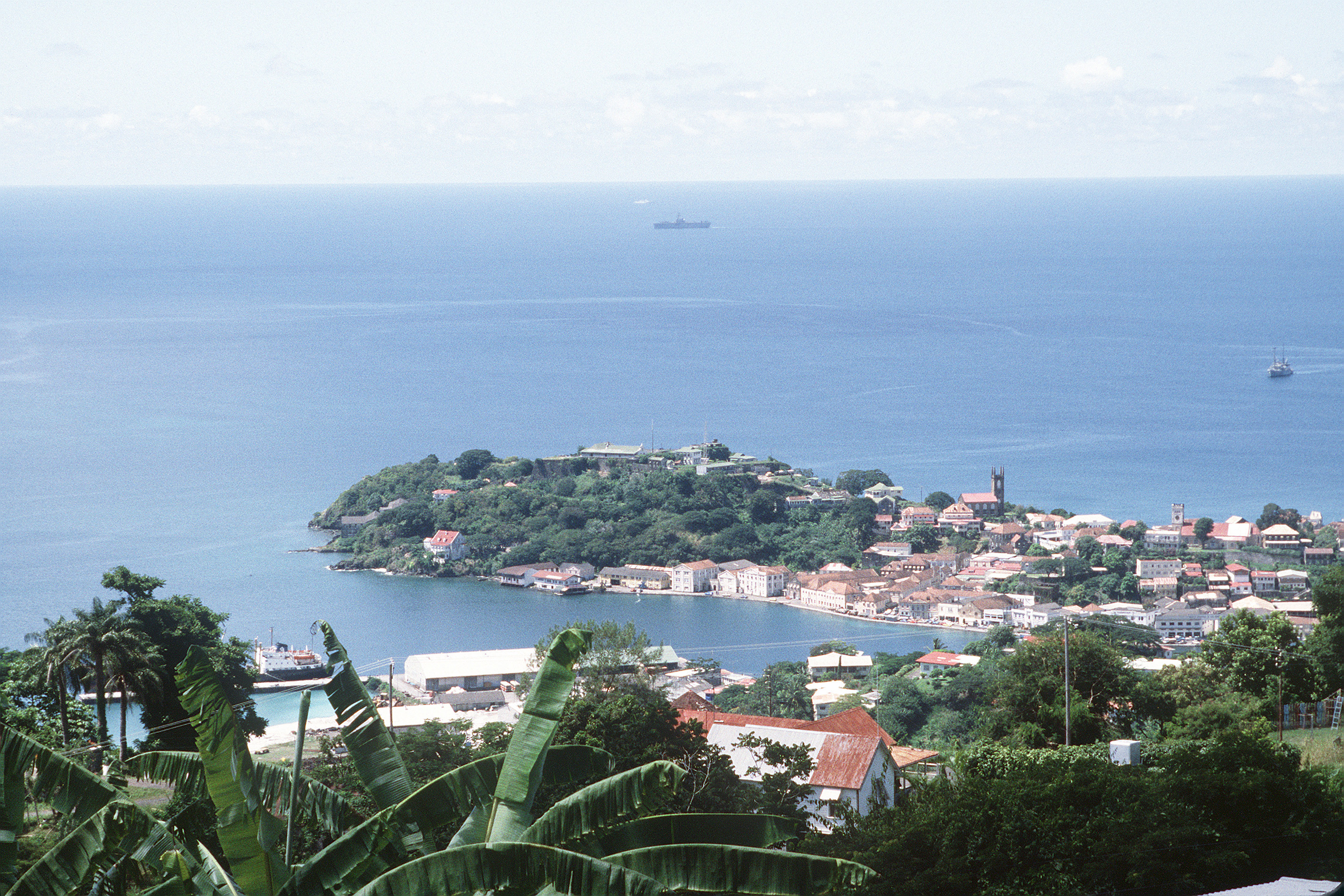
Die Hauptstadt St. George’s

Grenada ist in sechs Verwaltungsbezirke (Parishes) und das Nebengebiet (Dependency) Carriacou (auch „Southern Grenadine Islands“ genannt) eingeteilt. Die Einwohnerzahlen in der folgenden Tabelle beziehen sich auf die Volkszählung vom 12. Mai 2011.
| \| Verwaltungseinheit \| ISO 3166-2 \| Hauptort \| Fläche km²[31] \| Einwohner \| Einwohner je km² \| \| ------------------ \| ---------- \| --------------- \| -------------- \| --------- \| ---------------- \| \| Saint Andrew \| GD-01 \| Grenville \| 99 \| 26.501 \| 268 \| \| Saint David \| GD-02 \| (ohne Hauptort) \| 44 \| 12.877 \| 293 \| \| Saint George \| GD-03 \| St. George’s \| 65 \| 38.249 \| 588 \| \| Saint John \| GD-04 \| Gouyave \| 35 \| 8.469 \| 242 \| \| Saint Mark \| GD-05 \| Victoria \| 25 \| 4.408 \| 176 \| \| Saint Patrick \| GD-06 \| Sauteurs \| 42 \| 10.504 \| 250 \| \| Carriacou \| GD-10 \| Hillsborough \| 34 \| 5.661 \| 167 \| \| Grenada \| GD \| St. George’s \| 344 \| 106.669 \| 310 \| |            |                 |            |           |                  |
| Verwaltungseinheit | ISO 3166-2 | Hauptort        | Fläche km² | Einwohner | Einwohner je km² |
| Saint Andrew | GD-01      | Grenville       | 99         | 26.501    | 268              |
| Saint David | GD-02      | (ohne Hauptort) | 44         | 12.877    | 293              |
| Saint George | GD-03      | St. George’s    | 65         | 38.249    | 588              |
| Saint John | GD-04      | Gouyave         | 35         | 8.469     | 242              |
| Saint Mark | GD-05      | Victoria        | 25         | 4.408     | 176              |
| Saint Patrick | GD-06      | Sauteurs        | 42         | 10.504    | 250              |
| Carriacou | GD-10      | Hillsborough    | 34         | 5.661     | 167              |
| Grenada | GD         | St. George’s    | 344        | 106.669   | 310              |

## Wirtschaft
Grenada teilt mit sieben anderen Mitgliedstaaten der OECS eine gemeinsame Zentralbank und eine gemeinsame Währung, den Ostkaribischen Dollar. Die wirtschaftliche Situation Grenadas in den letzten Jahren war hauptsächlich von den Branchen Tourismus, Baugewerbe und Handel geprägt, begünstigt von Steuerreformen und einer soliden Finanzpolitik. Im Zuge der Finanzmarktkrise kam es jedoch in zahlreichen karibischen Ländern zu einem starken Einbruch des Tourismus, der einen starken Anstieg der Leistungsbilanz- und Haushaltsdefizite zur Folge hatte. Im März 2013 schließlich konnte Grenada – wie schon einige andere karibische Länder in den Jahren zuvor – Anleihen nicht mehr bedienen und wurde zahlungsunfähig.
Am 28. Januar 2016 legte die EU-Kommission ein Maßnahmenpaket zur Bekämpfung von Steuerflucht vor, bei dem unter anderem Grenada auf der schwarzen Liste der Steueroasen auftaucht. Von dieser Liste wurde Grenada in der Zwischenzeit wieder gestrichen.
| Jahr                                    | 2010   | 2015   | 2016   | 2017   | 2018   | 2019   | 2020    | 2021   | 2022   | 2023   |
| --------------------------------------- | ------ | ------ | ------ | ------ | ------ | ------ | ------- | ------ | ------ | ------ |
| BIP in Mrd. USD (Kaufkraftparität)      | 1,2    | 1,6    | 1,6    | 1,7    | 1,8    | 1,9    | 1,7     | 1,8    | 2,1    | 2,2    |
| BIP pro Kopf in USD (Kaufkraftparität)  | 11.741 | 14.166 | 14.726 | 15.577 | 16.507 | 16.943 | 14.768  | 15.690 | 17.938 | 19.358 |
| BIP-Wachstum (real)                     | −0,5 % | 6,4 %  | 3,7 %  | 4,4 %  | 4,4 %  | 0,7 %  | −13,8 % | 4,7 %  | 7,3 %  | 4,7 %  |
| Inflation (in Prozent)                  | 3,4 %  | −0,6 % | 1,7 %  | 0,9 %  | 0,8 %  | 0,6 %  | −0,7 %  | 1,2 %  | 2,6 %  | 2,7 %  |
| Staatsverschuldung (in Prozent des BIP) | 96 %   | 90 %   | 82 %   | 70 %   | 69 %   | 63 %   | 89 %    | 87 %   | 79 %   | 75 %   |

### Tourismus
Die Haupteinnahme- und Devisenquelle sowie der größte Arbeitgeber in Grenada ist der Tourismus. Es gibt heute eine große Auswahl an Hotels, aber auch viele kleine Pensionen, Gästehäuser und Ferienwohnungen. Der Tourismus konzentriert sich auf den Südwesten der Hauptinsel rund um St. George’s, Grand Anse, Lance Aux Epines und Point Salines. Grenada hat an seinen Küsten viele touristisch attraktive Strände. Der drei Kilometer lange Grand Anse Beach in St. George’s gilt sogar als einer der schönsten Strände weltweit. In dieser Zone liegt der Schwerpunkt des konventionellen Strand- und Wassersporttourismus, während der an Bedeutung gewinnende Ökotourismus sich auf die Parishes Saint David und Saint John konzentriert. Seit dem Bau eines großen Piers für Kreuzfahrtschiffe ist auch der Kreuzfahrttourismus enorm angestiegen; in der Saison 2007/2008 liefen bis zu vier Kreuzfahrtschiffe täglich St. George’s an.

### Exportprodukte
Grenada ist als Gewürzinsel bekannt, da es führender Hersteller unter anderem von Zimt, Gewürznelken, Ingwer und Muskat ist.
Die Muskatnuss ist das Hauptexportprodukt Grenadas und ist sogar auf der Nationalflagge dargestellt. Vor dem Hurrikan Ivan im Jahr 2004 stammten 20 % des Weltverbrauchs an Muskatnüssen aus Grenada, das damit nach Indonesien der zweitgrößte Produzent von Muskatnüssen weltweit war. Da die Muskatnussplantagen durch den Hurrikan schwer beschädigt wurden, musste eine von ehemals drei Muskatnuss-verarbeitenden Fabriken auf der Insel schließen. Derzeit steht Grenada nur noch an 4. oder 5. Stelle der Weltproduktion an Muskatnüssen. Muskatnussbäume brauchen ca. 15 Jahre, bis sie eine reichhaltige Ernte liefern. Zwischenzeitlich haben die Inselbewohner versucht, mehr Kakao anzubauen und zu verkaufen. Grenada-Schokolade ist an Kakao sehr gehaltvoll, enthält mindestens 60 % Kakao-Anteil, wenig Rohrzucker und Kakaobutter, weshalb sie auch in warmem Klima nicht schmilzt. Sie hat einen außerordentlichen Geschmack, da es auf Grenada keine Monokultur gibt und die Pflanze mit optimalen Klima- und Bodenbedingungen aufwächst.
Neben den Gewürzen und Kakao sind Bananen und Zucker weitere wichtige Exportgüter.

### Arbeitsmarkt
Die Arbeitslosenquote wird 2017 mit 24 % angegeben und liegt damit sehr hoch. 2008 arbeiteten 11 % aller Arbeitskräfte in der Landwirtschaft, 69 % im Dienstleistungssektor und 20 % in der Industrie. Die Gesamtzahl der Beschäftigten wurde 2017 auf 55.270 geschätzt.

### Staatshaushalt
Der Staatshaushalt umfasste 2017 Ausgaben von umgerechnet 284,6 Mio. US-Dollar, dem standen Einnahmen von umgerechnet 279,2 Mio. US-Dollar gegenüber. Daraus ergibt sich ein Haushaltsdefizit in Höhe von 0,5 % des BIP.
Die Staatsverschuldung betrug 2017 ca. 790 Mio. US-Dollar oder ca. 72 % des BIP.
2020 betrug der Anteil der Staatsausgaben (in % des BIP) folgender Bereiche:
- Gesundheit: 5,8 %
- Bildung: 3,6 % (2018)
- Militär: k. A. (Grenada unterhält kein Militär im eigentlichen Sinne)

### Verkehr
Grenadas wichtigste Verkehrsknotenpunkte sind der Flughafen Point Salines (IATA: GND, ICAO: TGPY), der heute unter dem Namen „Maurice Bishop International Airport“ (M.B.I.A.) firmiert, und der Hafen von St. George’s. Internationale Flugverbindungen bestehen zu anderen karibischen Inseln, den Vereinigten Staaten, Kanada und Europa. Zwischen St. George’s und Hillsborough besteht eine tägliche Fährverbindung.

## Sport
Cricket ist der beliebteste Sport auf Grenada und gilt als Nationalsport. Grenada ist eines der Länder, das mit anderen Karibikstaaten das West Indies Cricket Team bildet, eine der „Nationalmannschaften“ im internationalen Cricket mit Teststatus, der angesehensten Form dieses Sports. Das West Indies Cricket Team nahm an beinahe jedem Cricket World Cup teil, gewann die ersten beiden Austragungen 1975 und 1979 und verpasste lediglich das Turnier 2023. Außerdem gewannen sie den Men’s T20 World Cup zweimal (2012 und 2016) sowie je einmal die Champions Trophy (2004) und die U19-Cricket-Weltmeisterschaft (2016). Zusammen mit Antigua und Barbuda, Barbados, Guyana, Jamaika, St. Kitts und Nevis, St. Lucia und Trinidad und Tobago war man Gastgeber des Cricket World Cup 2007.